# Rue de Montfaucon
La rue de Montfaucon est une voie du 6e arrondissement de Paris, en France.

## Situation et accès
La rue de Montfaucon est une voie publique située dans le 6e arrondissement de Paris. Elle débute place d'Acadie et se termine au 8, rue Clément.

## Origine du nom
Elle porte le nom de dom Bernard de Montfaucon, bénédictin de Saint-Germain-des-Prés.

## Historique
Cette voie qui était l'entrée de la foire Saint-Germain est ouverte en vertu des lettres patentes du roi du 15 janvier 1724. Elle portait alors le nom de « rue de Bissy », puis de « passage Bissy ».

## Bâtiments remarquables et lieux de mémoire
- No 2 : ancien Palace Hôtel, Art déco, élevé en 1926 par Étienne Parrain. Léon-Paul Fargue, qui y résidait, en fait une description dans Le piéton de Paris.
- No 3 : immeuble de 1725, seul vestige de l’opération édilaire conduite par le cardinal de Bissy[3].